# Røstlandet
Røstlandet este o localitate din comuna Røst, provincia Nordland, Norvegia, cu o suprafață de 0,57 km² și o populație de 391 locuitori (2013).